# جيم بوب
جيم بوب (بالإنجليزية: Jim Bob)‏ هو مغني بريطاني، ولد في 22 نوفمبر 1960.

## وصلات خارجية
- جيم بوب على موقع ميوزك برينز (الإنجليزية)
- جيم بوب على موقع ديسكوغز (الإنجليزية)
- جيم بوب على موقع ديسكوغز (الإنجليزية)